# オトヒメエビ
オトヒメエビ（乙姫蝦、学名：Stenopus hispidus）は、十脚目（エビ目）オトヒメエビ科に分類されるエビの1種。サンゴ礁の岩陰などに生息する鮮やかな体色のエビで、ウツボなど大型魚のクリーニング行動をすることも知られる。

## 特徴
成体の体長は40-60mmほど。体は半透明の白色で、頭部、腹部の中ほど、尾扇に赤帯があり、それぞれ白帯が隣接する。第3歩脚は紅白の帯各4本で彩られる。また、体下面の歩脚のつけ根部分は青い。
体表は細かい棘に覆われる。5対の歩脚のうち前3対は先端に鋏がある。特に第3歩脚は太く長く発達し、断面は四角形で各角に棘が並ぶ独特の形態をしている。第1・第2歩脚は細く短い。第4・第5歩脚は細いが第3歩脚に迫るほど長い。また、エビ類の第1触角鞭は体長より明らかに短いのが普通だが、オトヒメエビの第1触角鞭2対は体長よりも長く、第2触角と併せた計6本の白い触角鞭を振りかざす。先述の通り体はそれほど大きくないが、歩脚や触角が長いので体長以上に大きく見える。
和名は、鮮やかな体色のうえに細長い触角や脚を広げた姿が、龍宮伝説の乙姫を想起させることに由来する。英名の1つ"Barber-pole shrimp"は、赤・白・青の体色が理容所のマークを表すサインポールに似ることに由来する。

## 生態
世界中の熱帯・サンゴ礁域に広く分布し、日本では房総半島以南の太平洋岸で見られる。
浅い海の岩礁やサンゴ礁に生息し、波の静かな岩棚や割れ目などに、常に雌雄でつがいをなして同居する。雌雄の結びつきは強く、どちらか片方を別個体に入れ替えるとオスがメスを排除してしまう。
ウツボ、ニザダイ、ハタ等の底生大型魚と同所的に生息するが、オトヒメエビはこれらの魚の体表を這い回り、食べかすや寄生虫を食べて共生する。同様の共生関係を持つ生物にはベラ科のホンソメワケベラ、モエビ科のアカシマシラヒゲエビ（アカスジモエビ）やシロボシアカモエビ（ホワイトソックス）などがおり、まとめてクリーナー (Cleaner) と総称される。大型魚は小動物を捕食する肉食性のものも多いが、クリーナーとなる生物は特徴的な体色が標識となり、捕食されるのを防いでいると考えられている。
日本沿岸では夏が産卵期で、この時期にはメスが抱卵する。卵から孵化した幼生はプランクトンとしてしばらく浮遊生活を送る。
鮮やかな体色や大型魚と共生することなどから、スクーバダイビングなどで観察や撮影の対象となり易い。水族館でもよく飼育される。